# 위 대공
대공(戴公, ? ~ 기원전 660년)은 중국 춘추 시대 사람으로, 제19대 위후다. 휘는 신(申)이다.

## 사적
소백 완(頑)의 아들이다.
기원전 660년(의공 9년) 12월, 위 의공이 적의 침입을 받아 살해당했고, 적은 위나라 서울 조가(朝歌)를 함락시키고 나라를 멸해, 달아나 황하를 건넌 유민 730명과 공 · 등 두 읍의 백성들이 모여 겨우 5천 명이 되었다. 당시 위나라 사람들은 의공의 아버지 혜공이 참소하여 죽게 한 태자 급자(急子)를 동정했으므로 조읍에서 급자의 조카인 대공을 옹립했다. 제 환공은 공자 무휴를 보내 병사들을 보내 조읍을 지키게 하고, 또 물자들을 보내어 원조했다.
대공은 즉위하고 얼마 못 가 죽었으므로, 아우 훼가 뒤를 이으니 곧 문공이다.